# Нифонт (Кормилицын)
Епископ Нифонт (в миру Николай Иванович (Иоакимович ?) Кормилицын; 1480-е годы, Можайск — 1561) — епископ Русской православной церкви, епископ Сарский и Подонский (Крутицкий), книгописец.

## Биография
Сын книгописца, впоследствии троицкого игумна, в Можайске. Пострижен в монашество Иосифом Волоколамским и был его учеником. Вёл подвижническую жизнь.
В 1522 году назначен игуменом Иосифо-Волоколамского монастыря. При нём в заточении там находились преподобный Максим Грек и инок Вассиан Патрикеев.
Будучи игуменом Иосифо-Волоколамского монастыря, Нифонт не только увеличил библиотеку монастыря, но также собрал и сохранил в обители весь репертуар литературы, представляющий интерес для образованного круга иосифлян. По его заданию составляются сборники для общемонастырского пользования с произведениями самого широкого круга. Монастырские книжники постоянно переписывают произведения основателя монастыря преподобного Иосифа Волоцкого. По благословению митрополита Даниила Нифонт, будучи игуменом Иосифо-Волоколамского монастыря, работал по составлению сводной Кормчей. В те же годы Нифонтом было написано послание Василию III «О преставлении старца Кассиана Босого».
Сохранились письма митрополита Даниила и великого князя Василия III от 24 мая 1525 года о соборном суде над Максимом Греком, адресованные властям Волоколамского монастыря. В 1533 году смертельно больной Василий III посетил Волоколамский монастырь; игумен Нифонт провожал его в Москву и там присутствовал при пострижении Василия III в схиму с именем Варлаам.
В 1543 году — архимандрит Московского Новоспасского монастыря. Этим обусловлено было его участие в казанском походе 1550 года. На церковном Соборе 1549 года Нифонт выступал свидетелем обвинения по делу Исаака Собаки.
11 марта 1554 года архимандрит Нифонт хиротонисан во епископа Сарского и Подонского (Крутицкого).
В 1555 году участвовал в торжественном поставлении Гурия архиепископом Казани.
Скончался в 1561 году. Погребён в Иосифо-Волоколамском монастыре.
Личная библиотека владыки Нифонта, по всей видимости, согласно его желанию, попала в Иосифо-Волоколамский монастырь, откуда начиналось его духовное становление.

## Литературные труды
Являясь пострижеником Иосифо-Волоколамского монастыря, Нифонт входил в число наиболее активных участников литературного круга иосифлян своего времени. Был инициатором составления многочисленных рукописных сборников.
По желанию митрополита Даниила Нифонт, будучи игуменом Волоколамского монастыря, работал по составлению сводной Кормчей. В те же годы Нифонт написал послание Василию III «О преставлении старца Кассиана Босого».
Г. З. Кунцевич высказал предположение о принадлежности Нифонту двух рассказов о походах на Казань в 1550 и 1552 гг.